# Antoni Malet

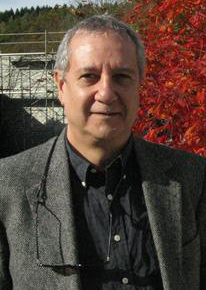
Antoni Malet (2009)

Antoni Malet (* 23. Februar 1950) ist ein spanischer Mathematikhistoriker. Er ist Professor für Wissenschaftsgeschichte an der Universität Pompeu Fabra (UPF) in Barcelona.
Malet wurde 1989 an der Princeton University bei Charles Gillispie promoviert (Studies on James Gregory (1638–1675)).
Schwerpunkte seiner Forschung sind die Mathematik und Optik in der frühen Neuzeit und über spanische Wissenschaft in der Zeit des Franco-Regimes und Spanischen Bürgerkriegs. Er war unter anderem als Gastwissenschaftler an der University of Toronto (2000/2001), an der Princeton University, an der Cornell University (1998), an der University of California, San Diego (1993/94), am REHSEIS Forschungsverbund für Wissenschaftsgeschichte des CNRS in Paris und als Marie Curie Fellow am Max-Planck-Institut für Wissenschaftsgeschichte (ab 2013).
Er ist Mitglied der Academie International d’Histoire de Sciences. Er ist Mitherausgeber von Annals of Science (ab 2003) und Historia Mathematica (ab 2006). 2001 bis 2005 war er beratender Herausgeber von Isis. Er ist Herausgeber der spanischen Reihe Classics de la Cienzia (ab 1998).
Er gab unter anderem Übersetzungen von Johannes Kepler, von Evariste Galois und die Summa Aritmetica des Francesc Santcliment (1482) heraus.

## Schriften
Neben den in den Fußnoten zitierten Arbeiten:
- From Indivisibles to Infinitesimals. Studies on Seventeenth-Century Mathematizations of Infinitely Small Quantities. Barcelona 1996.
- Ferran Sunyer i Balaguer (1912–1967). Barcelona 1995.
- mit J. Paradis: Els orígens i l’ensenyament de l’àlgebra simbòlica. Barcelona 1984.
- James Gregorie on Tangents and the “Taylor” Rule of Series Expansions. Archive for History of Exact Sciences, Band 46, 1993, S. 97–137.
- Mil años de matematicas en Iberia. In: A. Duran (Herausgeber): El legado de las matematicas. Universität Sevilla 2000, S. 193–224.